# AS Onze Créateurs de Niaréla
Association Sportive Onze Créateurs de Niaréla w skrócie AS Onze Créateurs de Niaréla – malijski klub piłkarski, grający w pierwszej lidze, mający siedzibę w mieście Bamako.

## Sukcesy
- Puchar Mali[1]:
  - zwycięstwo (2): 2014, 2016.
  - finał (3): 2012.

- Superpuchar Mali[1]:
  - zwycięstwo (1): 2016.

## Występy w afrykańskich pucharach
| Sezon | Rozgrywki           | Runda   | Kraj                     | Klub                     | Dom | Wyjazd | Dwumecz |
| ----- | ------------------- | ------- | ------------------------ | ------------------------ | --- | ------ | ------- |
| 2013  | Puchar Konfederacji | wstępna | Wybrzeże Kości Słoniowej | Stella Club d’Adjamé     | 3–0 | 1–1    | 4–1     |
| 2013  | Puchar Konfederacji | 1       | Tunezja                  | Étoile Sportive du Sahel | 2–3 | 1–2    | 3–5     |
| 2015  | Puchar Konfederacji | wstępna | Maroko                   | Renaissance Berkane      | 1–0 | 1–2    | 2–2     |
| 2015  | Puchar Konfederacji | 1       | Niger                    | Sahel SC                 | 2–1 | 0–0    | 2–1     |
| 2015  | Puchar Konfederacji | 2       | Wybrzeże Kości Słoniowej | ASEC Mimosas             | 0–1 | 0–2    | 0–3     |
| 2016  | Liga Mistrzów       | wstępna | Libia                    | Al-Ahly Trypolis         | 1–2 | 0–0    | 1–2     |
| 2017  | Puchar Konfederacji | 1       | Rwanda                   | Rayon Sports FC          | 1–0 | –      | 1–3     |
| 2018  | Puchar Konfederacji | wstępna | Algieria                 | CR Belouizdad            | 1–1 | 0–2    | 1–3     |

## Stadion
Domowe mecze klub rozgrywa na stadionie o nazwie Stade 26 mars w Bamako. Stadion może pomieścić 55000 widzów.

## Reprezentanci kraju grający w klubie od 2010 roku
Stan na styczeń 2023.
| - Marius Hamed Assoko - Ismaël Bamba - Germain Berthé - Malick Berthé - Souleymane Dembélé - Boubacar Diarra - Ichaka Diarra - Sékou Diarra | - Mahamadou Mariko - Lassana Yiriba Samaké - Boubacar Samassékou - Hamidou Sinayoko - Moussa Sissoko - Lamine Traoré - Georges Bonou |